# 彼得·戈登
彼得·戈登（英語：Peter Gordon，1882年8月16日—1975年6月26日），加拿大男子帆船运动员。他曾代表加拿大参加1932年夏季奥林匹克运动会帆船比赛，获得一枚银牌。他于1975年在温哥华去世。